# Sequía en Brasil de 2014-2017
La sequía en Brasil de 2014-2017 es una sequía grave que afecta al sureste de Brasil, incluidas las áreas metropolitanas de São Paulo y Río de Janeiro. En São Paulo, ha sido descrita como la peor sequía en 100 años. La metrópoli de São Paulo pareció ser la más afectada y, a principios de febrero de 2015, muchos de sus residentes se vieron sujetos a cortes esporádicos de agua. Las lluvias a finales de 2015 y principios de 2016 trajeron alivio; sin embargo, persisten problemas a largo plazo en el suministro de agua en el estado de São Paulo.
Minas Gerais y Espírito Santo siguen afectados por la sequía en 2016 debido al evento de El Niño de 2014-2016. En estas áreas las lluvias son irregulares desde 2014 y la sequía empeoró a partir de 2015. Más del 50% de Brasil se vio afectado, ya que la sequía se extendió por secciones de los nueve estados del noreste. Entre 2012 y 2015, el gobierno federal decretó más de 6.200 veces el estado de “calamidad pública” debido a las sequías.
Se trata de la peor sequía en Brasil en los últimos 100 años, según O Estado de S. Paulo en septiembre de 2017.

## Extensión

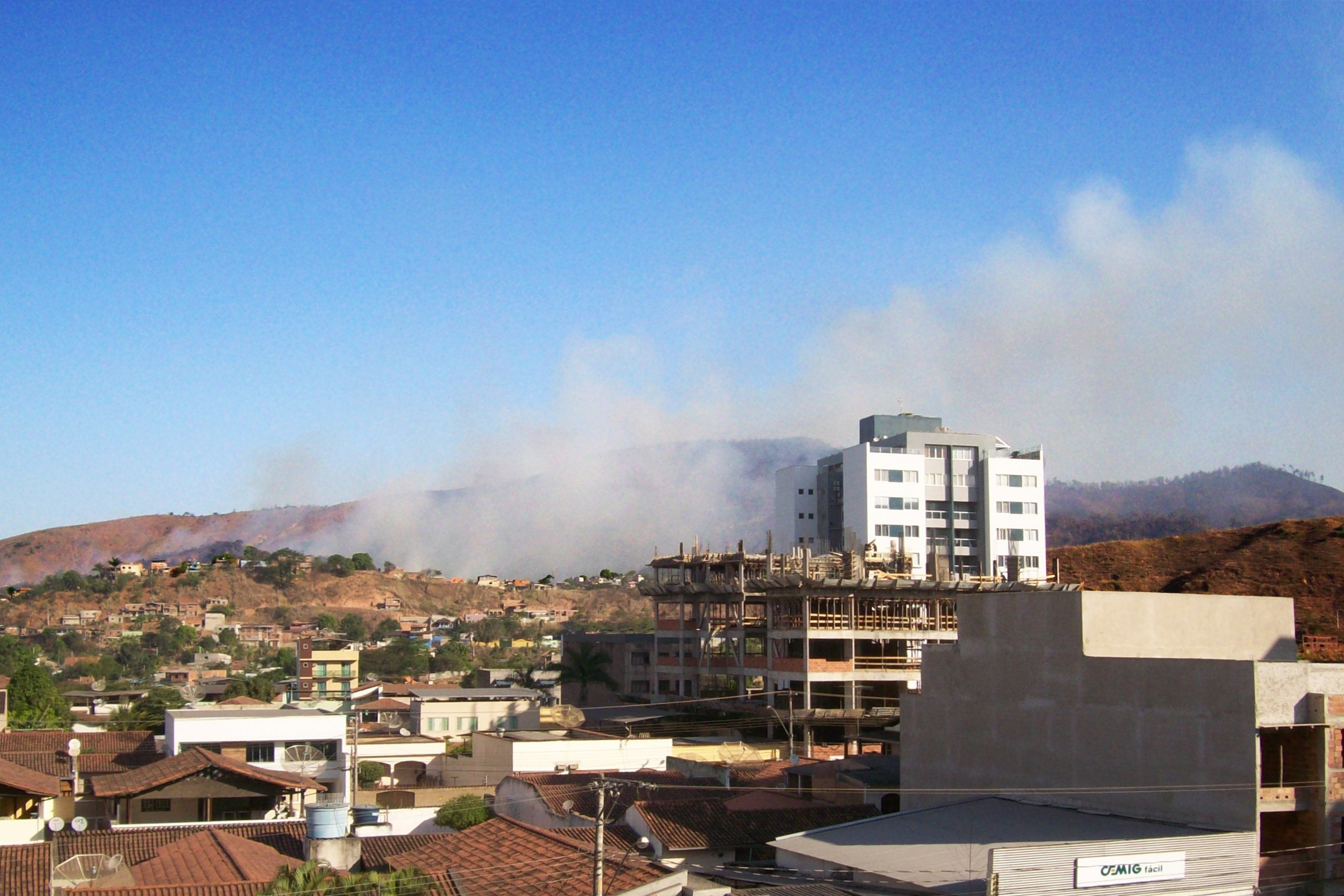
Incendios forestales de humo cerca de Coronel Fabriciano, Minas Gerais, en octubre de 2015.

Normalmente, la temporada de lluvias comienza en noviembre, pero la falta de lluvia en la temporada 2014/15 provocó un déficit importante en el suministro de agua en los estados de São Paulo, Río de Janeiro y Minas Gerais. Con los principales embalses operando a su capacidad más baja (el principal sistema de embalses de Cantareira que abastece a São Paulo estaba a solo el 6% de su capacidad a principios de febrero de 2015), los funcionarios de São Paulo advirtieron sobre un racionamiento extendido, ya que el agua podría agotarse antes de la próxima temporada de lluvias en noviembre de 2015. En respuesta, la empresa de agua de São Paulo, Sabesp, ha reducido la presión del agua en el sistema. También comenzó a imponer tarifas punitivas a los usuarios que consumen más que en años anteriores. A principios de febrero de 2015, los residentes habían comenzado a reciclar y acaparar agua.
Al comienzo de la estación seca, a principios de mayo de 2015, la crisis del agua continuaba y los embalses de agua ubicados en el área metropolitana de São Paulo no estaban suficientemente llenos.[cita requerida] Se estaba trabajando para conectar varios embalses para hacer un mejor uso de los recursos hídricos existentes.[cita requerida] En octubre de 2015, los embalses de Cantareira contenían el 12% de su capacidad, mientras que el embalse contaminado Billings tenía el 20%.
Con la llegada de la temporada de lluvias a finales de 2015, la situación de sequía mejoró. En marzo de 2016, aguaceros torrenciales provocaron inundaciones y deslizamientos de tierra en São Paulo. Los niveles de agua en Cantareira se habían recuperado del 20 por ciento de su capacidad a principios de diciembre de 2015 a casi el 50 por ciento a mediados de febrero de 2016. Sin embargo, Minas Gerais y Espírito Santo seguían afectados por la sequía en 2016, y el 5 de mayo el gobierno de Espírito Santo declaró el estado de emergencia en todo el estado a medida que empeoraba la sequía.
Existía preocupación de que una crisis hídrica no resuelta pudiera afectar los Juegos Olímpicos de Río de Janeiro 2016. En 2017, las lluvias siguieron siendo extremadamente irregulares en Minas Gerais, Espírito Santo y en la mayor parte de las regiones centro-oeste y noreste. Se trata de la peor sequía en Brasil en los últimos 100 años, según O Estado de S. Paulo en septiembre de 2017.

## Causas potenciales
La situación de sequía no es inesperada. São Paulo vive su tercer año consecutivo de disminución de las precipitaciones. A principios de 2014 ya se experimentó una situación de sequía. La gestión del agua es deficiente, las tuberías tienen fugas y la infraestructura es antigua. Los informes anteriores de científicos, ambientalistas y expertos técnicos fueron anulados por los promotores inmobiliarios y los intereses industriales y agrícolas. Además, la falta de protección de cuencas y embalses ha contaminado las fuentes de agua y ha dificultado llevar agua utilizable al mercado. La expansión de las actividades de deforestación en la cuenca Amazónica se ha relacionado con la reducción de las precipitaciones en el sur de Brasil. Incluso si la evaporación del río Amazonas fuera suficiente para generar ríos voladores, las islas de calor urbanas sumadas a una ola de calor impidieron la llegada de masas de aire húmedo que generan lluvia. A su vez, las regiones brasileñas en el camino hacia el sureste sufrieron un aumento de las lluvias, al punto que las regiones centro-oeste y sur sufrieron inundaciones.

## Historia

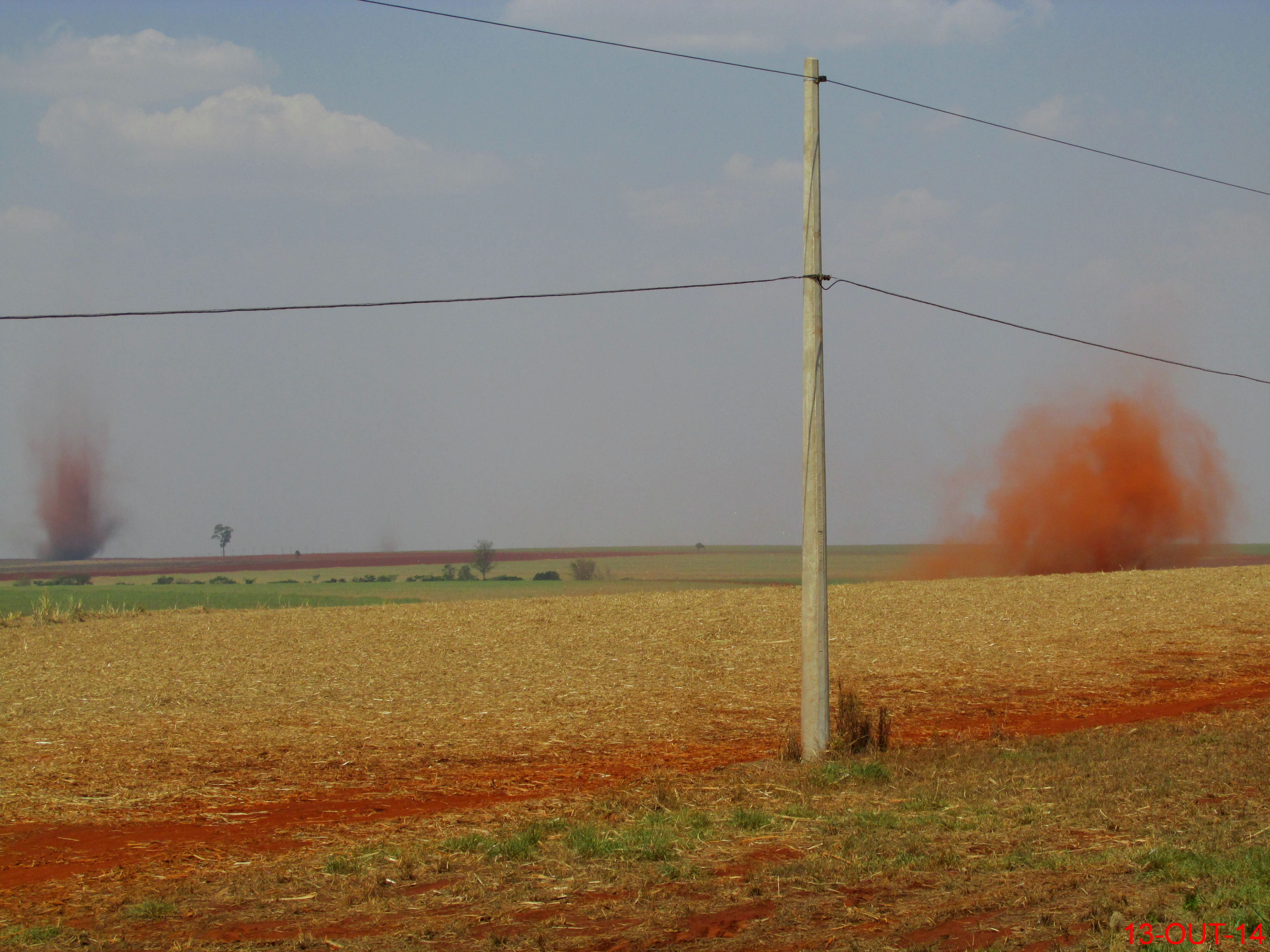
Remolinos formados por viento intenso y suelo seco después de un largo período sin lluvias en Barrinha, São Paulo, en octubre de 2014.

Las precipitaciones estuvieron muy por debajo del promedio climatológico en la mayor parte del sureste y sur de Brasil después de octubre de 2013, y ciudades como Porto Alegre, São Paulo y Río de Janeiro experimentaron un calor récord en febrero de 2014. Debido a la ausencia de nubosidad, la incidencia de la irradiación solar fue aproximadamente un 40% superior a lo normal en el sureste en 2014, mientras que la temperatura media fue 5 °C superior a lo normal. La falta de nubes y el intenso sol también dejaron la temperatura del mar en la costa sureste alrededor de 3 °C por encima del promedio en el verano 2013-2014, que fue considerado el más caluroso y seco en Brasil en 71 años. Con la ausencia de precipitaciones, asociada a altas temperaturas y baja humedad relativa, se comenzaron a registrar daños a la agricultura y al abastecimiento de agua, además de una reducción en el nivel de los embalses de las centrales hidroeléctricas.

## Efecto sobre la producción de cultivos
Brasil es el tercer mayor exportador agrícola del mundo y el sector representa aproximadamente el 6% del PIB del país. El riego para la agricultura representa el 72% del uso de agua en Brasil, en comparación con sólo el 9% para el consumo urbano. La reducción del suministro de agua para la producción agrícola llevó al "Instituto de Economía Agrícola" a afirmar que 2014 fue el año de las peores pérdidas agrícolas de São Paulo en medio siglo.
El patrón irregular de lluvias contribuyó a una reducción en la producción agrícola durante el período de sequía, debido a un bloqueo atmosférico que impidió que un frente frío avanzara sobre regiones agrícolas clave en Brasil, el mayor exportador mundial de café, azúcar, soya y carne de vacuno. En 2014, la sequía acabó con un tercio de la cosecha de café del país en algunas zonas, lo que provocó que los precios mundiales del cafeto arábigo aumentaran un 50% durante el año. En 2015, los cafetos no se habían recuperado del calor extremo y la sequía lo suficientemente rápido, lo que provocó otro repunte de los precios del arábigo. La producción agrícola de soya, uno de los cultivos de exportación más importantes del país, disminuyó un 17% durante la sequía.
El Sistema de Monitoreo de Lluvias del Cemaden mostró que se observaron sequías severas en los estados de Mato Grosso y Mato Grosso del Sur, ambas son las regiones más grandes de producción de soya y los cuartos mayores productores de carne de vacuno de Brasil.

## Efecto sobre la generación de energía hidroeléctrica
Como el 70% de la electricidad de Brasil se genera mediante energía hidroeléctrica, la falta de agua lleva al racionamiento de energía además del racionamiento de agua. En respuesta a la disminución de la energía hidroeléctrica, se instituyeron cortes de energía continuos. Se esperaba que los precios del agua y la electricidad aumentaran uno o dos meses después de las elecciones generales de octubre de 2014. Las empresas eléctricas de Brasil declararon que la pérdida de capacidad de generación hidroeléctrica les había costado 15.800 millones de reales (4.300 millones de libras esterlinas). La mayor parte de esto se gastó en alternativas más caras, como el petróleo y otros combustibles a base de carbono, que llenaron el vacío en el suministro de electricidad. Esto, a su vez, elevó las emisiones de gases de efecto invernadero de Brasil entre 2015 y 2017.

## Posibles soluciones
Los analistas ven la crisis como un factor estresante de relativamente corto plazo, pero creen que tiene el potencial de ser el "catalizador" para resolver específicamente los problemas hídricos de São Paulo. Las soluciones a corto plazo incluyen perforar más pozos y reciclar más agua. Las soluciones a largo plazo incluyen la transferencia de más agua desde cuencas fluviales adicionales. Así, fue autorizada la construcción de una nueva conexión de 15 kilómetros para llevar agua de la cuenca del río Paraíba do Sul al sistema Cantareira, cuencas que tienen biota acuática diferenciada. Estos proyectos de desvío de agua transportan agua entre cuencas fluviales aisladas, sin tener en cuenta la ecología o la biodiversidad acuática. Además, se estima que la reparación de tuberías con fugas ahorrará el 6% del consumo total de agua municipal en São Paulo.
En 2018, se implementaron multas elevadas por un uso de agua superior al promedio, pero algunos temen que la medida llegó demasiado tarde. El embalse de Cantareira estaba al 6,8% de su capacidad a principios de 2018, incluso después de varias tardes de violentas tormentas de verano en São Paulo.